# Музичка школа „Петар Стојановић” Уб
Музичка школа Петар Стојановић, за основно музичко образовање, је најмлађа школа у Општини Уб. Основана је 28. фебруара 1977. године са свега три одсека: клавир, виолина и хармоника.

## Име школе
Школа је добила име по Петру Стојановићу, српском виолинисти и композитору оперета, балета и оркестарске музике. Нажалост, до скора је био заборављен. Био је један од оснивача Београдске музичке академије као и професор на истој. Увео је дечији оркестар, концерте, камерне музике и у том смислу је јако значајан за нас.

## Историјат школе
По оснивању, Музичка школа, са око 30 ученика припремног разреда, је смештена у стару зграду од 130 квадратних метара, са пет учионица, која је зидана двадесетих година прошлог века.  За оснивање школе заслужан је Сулејман Ћатовић – Суља који је у улози директора и служио истој од оснивања до 1991. године и од 1994-1997, али и захваљујући разумевању и подршци Мирослава Селаковића – Фаље, тадашњег председника Општине, Уб је добио Музичку школу. Ћатовић је школи доделио име по српском композитору и виолинисти Петру Стојановићу, због великих, а рекло би се и заборављених, занемарених и неистражених заслуга. Занимљива је једна подударност која можда и није случајна: наиме, Музичка школа је почела са радом 1977. на стогодишњицу рођења Петра Стојановића (1877-1957). Свој први јавни наступ, ова школа имала је већ 29. новембра 1978. године на прослави Дана Републике. Хармоника је била најзаступљенији инструмент јер се највећи број ђака уписивало на тај одсек. Априла 1979. године, у Убу се одржала Регионална смотра школа за музичко образовање, на којој је учествовало 36 ученика свих узраста, из Уба, Шапца, Ваљева и Лознице са одсека виолине, клавира и хармонике, иако ова манифестација није била такмичарског карактера. Поред ова три одсека, школа је имала хор и оркестар хармоника. Након четири године рада завршен је циклус формирања музичке школе, односно, школа има ученике од припремног до шестог разреда.  Углед музичке школе, не само На Убу, већ и шире, био је на завидном нивоу. У школској 1982/83. години, школа постаје богатија за камерну групу гудача, а Уб за градски хор са којима је интензивно радио професор Сулејман Ћатовић. Дана 25. јануара 1984. године, покренута је иницијатива о отварању одсека за дувачке инструменте. Те се у тој години отвара одсек за кларинет, а 1986. одсек за флауту. Са оваквом опремљеношћу школа ће несметано моћи да ради током године, а колико квалитетно казује и податак да сваке године од три до пет свршених ученика ове школе наставља даље музичко школовање. Ћатовић, априла 1987. године, доводи у Музичку школу Тахира Куленовића, професора флауте са Музичке академије из Београда, да изврши стручан надзор над наставом флауте. Касније је та сарадња обогаћена вишегодишњим, плодним радом професора Куленовића у убској школи, где је предавао на одсеку флауте. Након што је, после готово деценије и по успешног директоровања, Сулејман Ћатовић отишао са овог одговорног места, за вршиоца дужности директора школе, изабрали су Димитрија Томића, наставника клавира, крајем августа 1991. године.  Школа је имала све више ђака у 80 квадрата школског простора, али коначно, изграђена је комплетно опремљена свечана сала за концерте и јавне наступе као и шест учионица у поткровљу. Ови услови су са собом донели отварање нових одсека. Почетком марта 1994. године, Димитрије Томић напустио је функцију директора, зато, из пензије на место директора враћен је Сулејман Ћатовић. Од септембра месеца 1995/96. године, ШОМО Петар Стојановић богатија је за одсек класичне гитаре. После дугогодишњег преданог рада на челу музичке школе, Сулејман Ћатовић отишао је у пензију. Након чега је за директора именован Слободан Пандуровић, наставник музике. На место директора школе постављен је Владимир Ђенадер 1. марта 2003. године који служи овој школи и данас.

## Фестивал
У малом месту Уб, под утиском такмичарског духа музичких школа Подрињско – колубарског региона из ранијих времена, настаје први међународни Фестивал који је одржан 5. априла 2003. године у коме је учествовало 55 ученика из осам школа. Због успеха у првој години, определили су се да ће наставити даље. Ово је, вероватно, један од ретких музичких фестивала који се из године у годину развија. Прве године фестивал је био намењен искључиво пијанистима, што се није дуго задржало доласком виолине и хармонике у фестивал већ друге године. У трећем фестивалу прикључују се још гитара и соло певање. Већ у четвртом фестивалу пријавило се преко 200 кандидата. До сада Фестивал се развијао спонтано, сам од себе, те је све више напредовао. Ове године се организује 19. Фестивал по реду.

## Школа данас
Школа данас броји oko 250 ученика. Прати развој ђака од припремног разреда све до краја шестог, односно до краја основног образовања ове музичке школе. Настава се одвија у девет учионица прилагођених индивидуалној и групној настави, док се у приземљу школе налази концертна сала. Сваке године ШОМО Петар Стојановић одржава Интернационални музички Фестивал, а поред тога, ученици ове школе наступају на бројним концертима у току године као и на Смотри стваралаштва српских композитора. Ученици могу да упишу неки од следећих одсека: клавир, гитара, виолина, виолончело, флаута, кларинет, хармоника и соло певање.

## Значајни професори
Од постанка до данас, школа се издваја по изузетним професорима као сто су:
- Др Димитрије Големовић (солфеђо)
- Тахир Куленовић (флаута)
- Ђула Тешењи (виолина)
- Гордана Маленовић (клавир)
- Лидија Ранковић (виолина)